# Кринберг, Игорь Августович
Игорь Августович Кринберг (21 августа 1936 года, Куйбышев — 24 декабря 2005 года, Иркутск) — советский физик, доктор наук, профессор. Известен своими исследованиями в области физики плазмы (физики ионосферы и магнитосферы, физики электровакуумных разрядов).

## Биография
Родился в 1936 году в Куйбышеве (Самара). Из-за репрессий потерял семью, и оказался в Иркутске у своей тёти, которая его воспитала.
В 1953 году окончил среднюю школу и поступил в Иркутский государственный университет на физический факультет, который окончил в 1958 году.
Пошел работать научным сотрудником в Институт геохимии СО РАН, занимался изучением дуговых разрядов в воздухе, которые в свою очередь являлись инструментом спектрального анализа геологических пород.
В 1965 году защитил кандидатскую диссертацию по теме «Расчет параметров положительного столба электрической дуги при атмосферном давлении». Заинтересовывается проблематикой физики плазмы. В 1967 году переходит на работу в Сибирский институт земного магнетизма, ионосферы и распространения радиоволн (СибИЗМИР) СО РАН. Занимается разработкой теоретических моделей ионосферной и магнитосферной плазмы. Написал три монографии на эту тематику.
В 1979 году в Москве защитил докторскую диссертацию по теме «Кинетическая теория сверхтепловых электронов в ионосфере и плазмосфере Земли».
В 1980 году перешел на работу заведующим кафедры общей космической физики в Иркутский государственный университет. Научную деятельность сосредоточил вокруг изучения вопросов связанных с физикой плазмы вакуумного электродугового разряда. Добился высоких результатов в своих исследованиях, его работы печатаются в зарубежных изданиях, он часто приглашается на международные конференции.
Продолжал заниматься исследовательской работой, в 1990-х годах после снижения финансирования науки в стране, благодаря грантам Российского фонда фундаментальных исследований, занимался исследованиями электродуговых разрядов.
Является автором более 200 научных трудов, трех монографий и нескольких учебных пособий.
Скончался в 2005 году в Иркутске.

## Труды
- Кинетика электронов в ионосфере и плазмосфере Земли. М.: Наука, 1978. — 214 с.
- Ионосфера и плазмосфера / И. А. Кринберг, А. В. Тащилин; СО АН СССР, Сиб. ин-т земного магнетизма, ионосферы и распространения радиоволн; отв. ред. П. А. Щепкин. — Москва : Наука, 1984. — 189 с.
- Адаптивная модель ионосферы / И. А. Кринберг, В. И. Выборов, В. В. Кошелев и др.; Отв. ред. Л. А. Щепкин; АН СССР, Сиб. отд-ние, Сиб. ин-т земного магнетизма, ионосферы и распространения радиоволн. — Москва : Наука, 1986. — 132 с.
- Компьютерное моделирование физических процессов. / В. И. Красов, И. А. Кринберг, В. Л. Паперный. — Иркутск: ИГУ, 2001. — 128 с. ; ISBN 978-59624-0148-5.

Статьи
- Преодоление кризиса плазменного потока в вакуумной дуге в сильном магнитном поле // Прикладная физика. 2006. № 6. С. 74-79. (в соавт.)
- Ускорение многокомпонентной плазмы в прикатодной области вакуумной дуги // Журнал технической физики. 2001. Т. 71. № 11. С. 25-31.